# Rokumeikan
Rokumeikan (japonsky 鹿鳴館, v překladu Pavilón jeleního troubení) byl velký dvoupatrový dům v Tokiu, postavený v roce 1883 ve stylu francouzské renesance dle návrhu britského architekta Josiaha Condera. Stavebníkem byl ministr zahraničí Kaoru Inoue. Dům sloužil k ubytování zahraničních návštěv a stal se kontroverzním symbolem westernizace Japonska v období Meidži. V roce 1941 byl zbořen.
Ačkoliv byl výkvět Rokumeikanu krátký, stal se slavným pro své bankety a bály, na nichž se vysoce postavení Japonci často seznamovali se západními způsoby, a dodnes je pevně zapsán v kulturní paměti Japonska. Z velké části byl však využíván pro ubytování vládních hostů a pro setkání Japonců, kteří již žili v zahraničí. Jeho pověst jako centra hýření je do značné míry přehnaná.

## Název
Název Rokumeikan pochází z čínské klasiky Š’-ťing (Kniha písní) a odkazuje k přínosům pohostinství. 161. óda s titulem Lu Ming (鹿鳴) se v japonštině čte jako rokumei. Jméno vybral Hiromu Nakai, první manžel Inoueho manželky Takeko.
Jeleni na sebe se zalíbením volají a pojídají celer na polích [...] Mám tu obdivuhodné hosty, jejichž ctnostná sláva je velkolepá. Ukazují lidem, že nemají být zlí; důstojníci v nich mají vzor.
Název je často překládán jako „Pavilón jeleního troubení”, ve starších knihách je uváděn název „Síň mladých jelenů”.

## Historie
Místo pro stavbu bylo v Hibije v Tokiu, poblíž císařského paláce na pozemku, který byl dříve užíván jako arzenál panství Sacuma. Po zavedení reforem Meidži se pozemek v roce 1872 stal hlavním sídlem sekretariátu, který byl pověřen přípravou Světové výstavy ve Vídni v roce 1873. Mezi červencem 1875 a říjnem 1881 se na pozemku nacházelo kolosální „Jamašita Monnai Muzeum” spolu se zoologickou a botanickou zahradou, které se následně přestěhovaly do Ueno, aby ustoupily nové budově.
Zahraniční návštěvníci byli dříve ubytováváni v budově Enrjókan, která byla původně postavena během šogunátu Tokugawa jako součást výcvikové školy pro námořní kadety. I přes pokusy o její modernizaci, byla budova stará a již se nepovažovala vyhovující pro ubytování pro zahraniční hodnostáře. 

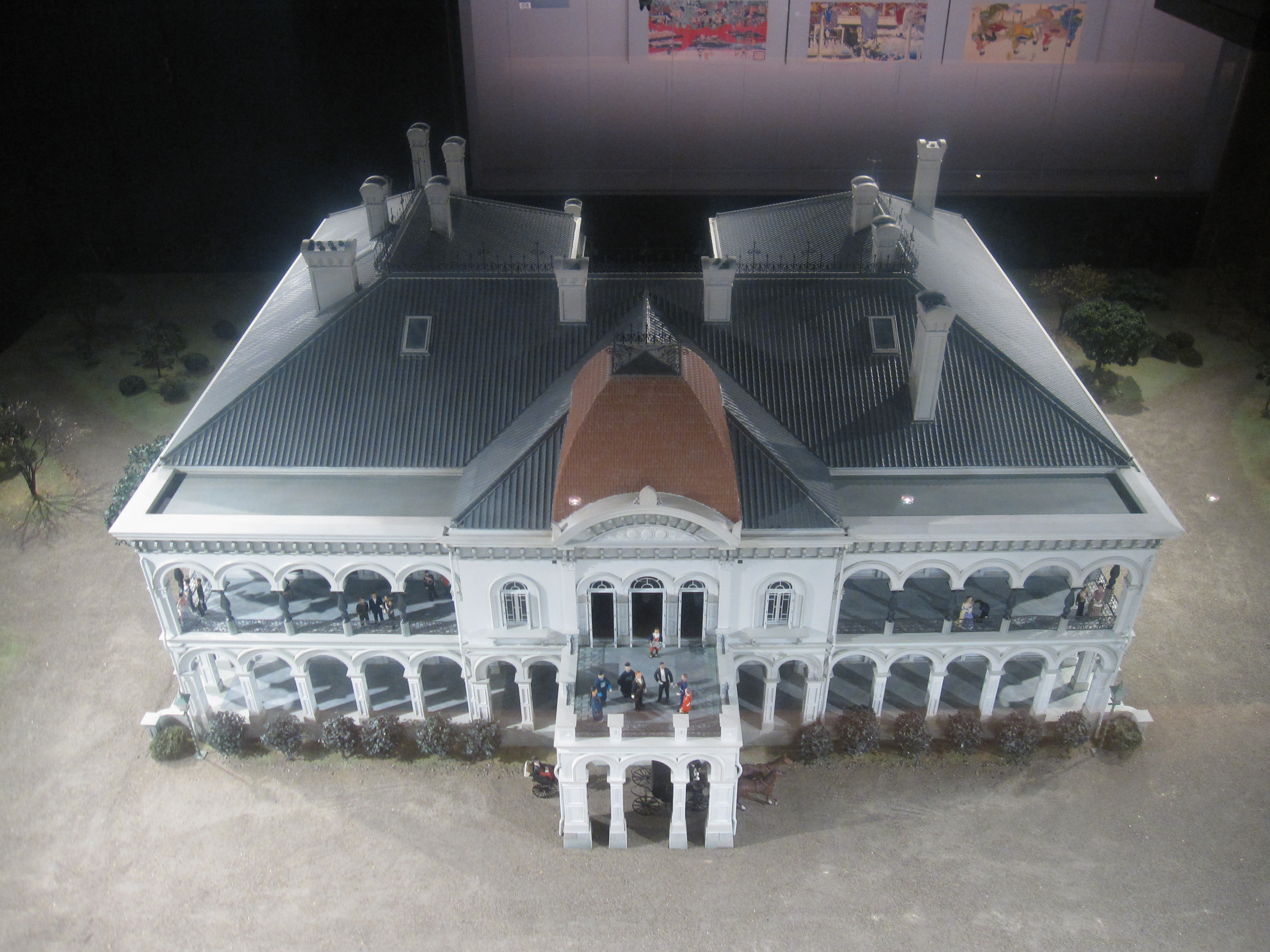
Rokumeikan, architektonický model, Edo-Tokyo Museum

### Výstavba
Architekt Josiah Conder obdržel zakázku na návrh nové budovy v roce 1880 a o rok později začala výstavba. Conder do návrhu zakomponoval prvky ze stylu francouzské renesance a mansardovou střechu, součástí byl i obloukový portikus se sloupy. Conderovo přání zahrnout do návrhu i japonské prvky bylo zamítnuto, ačkoli tvrdil že do návrhu zahrnul „pseudosaracénské” prvky. Pouze zahrada s borovicemi, kamennými lucernami a jezírky byla v japonském stylu.
Při stavbě nastaly potíže, což před dokončením stavby způsobilo navýšení rozpočtu z původních 100 000 jenů na 180 000 jenů. Pro porovnání, výstavba budovy ministerstva zahraničí stála pouhých 40 000 jenů. Budova byla oficiálně otevřena 28. listopadu 1883 galavečerem, na který bylo pozváno 1200 hostů, včetně šlechty, byrokratů a zahraničních diplomatů, kterým předsedal Inoue a jeho žena Takeko.

### Éra Rokumeikanu

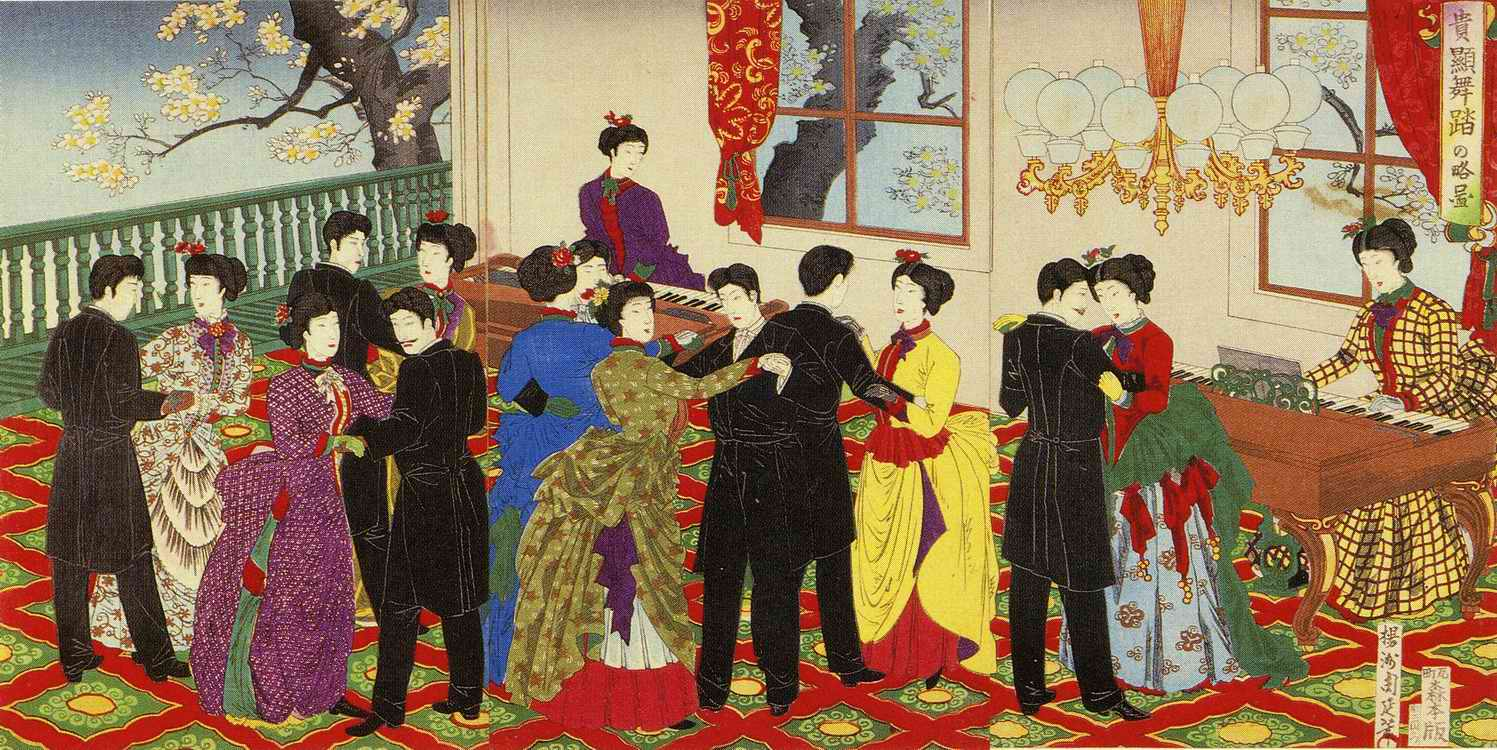
Ukijo-e od Čikanobu Tojohary zobrazující tanec v Rokumeikanu. Žena hrající na klavír vpravo je považována za Šigeko Urjú.

Inoue si přál, aby Rokumeikanem zapůsobil na západní návštěvníky, vytvořením bezchybné západní atmosféry v níž by se zahraniční hodnostáři cítili nikoli jako mezi „domorodci”, nýbrž mezi kulturně rovnými. Doufal, že budou více nakloněni považovat Japonsko za rovnocenné z hlediska „civilizace” evropského měřítka, což by usnadnilo opětovné sjednání Nerovných smluv, zrušení extrateritoriality a urychlilo by vstup Japonska mezi rovnocenné partnery imperiálních mocností.
Rokumeikan sloužil k pořádání elaborovaných banketů s jídelními lístky psanými ve francouzštině. V tanečním sále, japonští gentlemani ve večerních oblecích dovezených z Londýna, tančili waltz, polku, čtverylku a mazurku s japonskými dámami oblečenými v poslední pařížské módě na nejnovější evropské skladby, které hrály armádní či námořní orchestry. Rezidenti Tokia pocházející ze zahraničí byli najímáni jako učitelé tance.
Výsledky byly různé. Ačkoli někteří návštěvníci nápadně západní budovu chválili, mnoho dalších její koncept odsoudilo jako nevkusnou imitaci. Pierre Loti, který přijel do Japonska v roce 1886 budovu přirovnal (v Japoneries d'Automne, 1889) k průměrnému kasínu ve francouzském lázeňském městečku, a taneční sál v evropském stylu k „přehlídce opic”. Stejně tak známý francouzský výtvarník Georges Ferdinand Bigot, publikoval karikaturu, na níž se stylově oblečení Japonci obdivují v zrcadle, ale jejich odrazem je dvojice opic.
Japonští konzervativci byli rozhořčeni tím, co vnímali jako degeneraci tradiční morálky, zejména těsnou blízkostí mužů a žen při tanci, a spojovali zvyšování daní s údajnou rozháraností a požitkářstvím vlády. Ke kontroverzi přispěly i zprávy a pomluvy o skandálním chování vysoce postavených úředníků (i když ty nejznámější se odehrávaly v soukromých rezidencích, nikoli v Rokumeikanu).
Selhání „Rokumeikanské diplomacie” v dosažení kýženého cíle, kterým byla revize smluv ve prospěch Japonska, nakonec vedlo k diskreditaci Inoueho, který rezignoval v roce 1887.

### Pozdější roky
V roce 1890 poblíž Rokumeikanu otevřel rozsáhlejší Hotel Imperial (opět s Inoueho přispěním). Otevření hotelu odstranilo potřebu Rokumeikanu jako rezidence pro zahraniční návštěvníky. Bankety a plesy se pořádaly i nadále a nativistická reakce nezpomalila výstavbu budov v západním stylu v Tokiu, ale s rostoucí westernizací Japonska, rostoucím smyslem pro kulturní nacionalismus a nakonec i se zrušením Nerovných smluv v roce 1899, Rokumeikan postupně ztrácel na významu.
V roce 1890 byla budova Rokumeikanu prodána sdružení patřící pod japonskou šlechtu (kazoku). Budova byla vážně poškozena při tokijském zemětřesení v roce 1894 a vysoké náklady na opravy přispěly k poklesu využívání budovy. V roce 1897 byl Conder vyzván, aby budovu opravil a provedl další úpravy. Několik dalších desetiletí ji využíval klub Peers' Club (Kazoku Kaikan).
V roce 1941 byla budova zbourána.
Zbourání budovy znepokojilo architekta Joširóa Tanigučiho a nakonec jej přivedlo k vytvoření architektonického muzea/parku Meidži Mura pro zachování budov z období Meidži.

## Lokace
Místo kde stával Rokumeikan se nachází ve čtvrti Čijoda na adrese Učisaiwaičó 1-čome. Před budovou NBF Hibija (dříve Pojišťovna Jamato), kde je umístěna pamětní deska.